# James S Holmes
James Stratton Holmes (Collins, Iowa, 2 de mayo de 1924-Ámsterdam, 6 de noviembre de 1986) fue un poeta, traductólogo y traductor neerlandés.
En 1950, a la edad de 26 años, se trasladó definitivamente a los Países Bajos, donde murió enfermo de sida. Publicó bajo su verdadero nombre James S. Holmes, pero también bajo los seudónimos Jim Holmes y Jacob Lowland. En 1956 fue el primer traductor no neerlandés en recibir el prestigioso premio Martinus Nijhoff, el mayor reconocimiento asignado a traductores de textos artísticos desde o hacia el neerlandés.

## Infancia y formación
Hijo menor de cuatro hermanos, Holmes nació y creció en una pequeña granja estadounidense en el corazón del estado de Iowa. En 1941, tras finalizar secundaria, se inscribió en el Quaker College de Oskaloosa, Iowa. Tras dos años de estudio, empezó como maestro de primaria en Barnesville, Ohio. Unos años después, fue condenado a seis meses de cárcel tras negarse a realizar el servicio militar o el servicio civil sustitutorio sobre la base de sus principios pacifistas. Tras completar la pena, retomó su estudios, primero en William Penn College, y después en el Haverford College en Pensilvania. 
En 1948, tras completar dos licenciaturas, una en inglés y otra en historia, continuó sus estudios en la Universidad Brown de Providence, Rhode Island, una de las universidades de la Ivy League, donde el año siguiente se convierte en doctor. Mientras tanto había escrito y publicado sus primeras poesías y conseguido trabajos eventuales de redacción. 

## 1949: Países Bajos
En 1949 solicitó una beca Fulbright, que le fue denegada y finalmente terminó enseñando en un instituto de secundaria en Castillo Eerde cerca de Ommen en los Países Bajos. Al finalizar el año escolar, decidió viajar por el país antes de regresar a Estados Unidos. Así conoció en 1950 a Hans van Marle, encuentro que lo cambió para siempre. Su relación con Van Marle le llevó a decidir no regresar a Estados Unidos y quedarse definitivamente en Ámsterdam. En los años siguientes tomó cursos de lengua neerlandesa con el profesor Nico Donkersloot de la Universidad de Ámsterdam y en 1951 publicó su primera traducción de poesías.

## 1952: Desarrollo como traductor
Traducir poesías se convierte para Holmes en la ocupación principal hasta su nombramiento como profesor de la Facultad de Lengua y Literatura de la Universidad de Ámsterdam. Junto con Hans van Malre, traducía poesía holandesa, y también poesía indonesia. En 1956 recibió el premio Martinus Nijhoff por sus traducciones al inglés. En 1958, se convierte en editor de la sección de poesía de la recién fundada revista Delta – A review of Arts, Life and Thought in the Netherlands, dedicada a la cultura de los Países Bajos y de Bélgica. En estos años Holmes se dedicó en particular a la poesía de los "Vijftigers" y de los "post-Vijftigers".

## 1964: Estudios de traducción
Cuando en 1964 la Facultad de Lengua y Literatura de la Universidad de Ámsterdam decide crear un programa en estudios de traducción e invita a Holmes a colaborar como profesor asociado. Contaba con el conocimiento teórico y práctico y por ello se le invitó a desarrollar los programas didácticos del departamento. 
En el Tercer Congreso de Lingüística Aplicada que tuvo lugar en 1972 en Copenhague, la presentación de Holmes llama a la consolidación de una disciplina independiente de Estudios de Traducción y propone una clasificación de sus campos. Esta propuesta sería recogida visualmente por Gideon Toury en 1995 como "el mapa de Holmes".

## 1970:Desarrollo como autor
Holmes empezó a invertir tiempo en su propia poesía a raíz de una manifestación en mayo de 1970, "Writers for Vietnam". La literatura homosexual histórica influyó en su poesía, y la convirtió en más homo-erótica e incluso explícita, promoviendo la libertad sexual. En 1978 se publicó Nine Hidebound Rimes y A Gay Studs's Guide to Amsterdam", esta última con el seudónimo de Jacob Lowland. El éxito de este libro que contenía 23 sonetos le abrió la puerta a publicaciones posteriores, bajo el nombre de Jim Holmes, como Billy and the Banquet (1981) y Early Verse 1947-1957 (1985).

## Asociaciones, comités, comisiones, redacciones
Holmes formó parte de varios comités y comisiones como el de la revista juvenil belgo-holandesa "Gard Sivik" y revistas literarias como "Litterair Paspoort", "De Gids", "De Nieuwe Stem", "Maatstaf" y "De Revisor".
Fue miembro activo del PEN-club holandés e internacional, de la Asociación de Escritores, de la Asociación de Literatura Holandesa y de la Comisión Nacional Unesco, del comité de la Fundación para el fomento de la traducción de las obras literarias holandesas en el extranjero, de la Asociación holandesa de traductores, de la organización Escritores, Colegio y Sociedad y fue miembro honorario de la Asociación de Escritores Flamencos.

## James S. Holmes Award
Holmes continuó traduciendo decenas de poesías de poetas neerlandeses y belgas y en el 1984 recibió el Premio de Traducción de la Comunidad Flamenca (Vertaalprijs van de Vlaamse Gemeenschap), convirtiéndose en el primer ciudadano extranjero en recibirlo.
Su obra principal fue la traducción del recopilatorio Dutch Interior, una voluminosa antología de poesía posbélicas, publicada en el 1984 en Nueva York por Columbia University Press. Holmes fue uno de los editores principales de este texto clásico, y tradujo además muchas de las poesías presentes en la antología. 
Su contribución a la difusión de la poesía holandesa en el mundo anglosajón fue premiada por el Translation Center de la Universidad de Columbia, que decidió dar su nombre al premio a las mejores traducciones del neerlandés: James S. Holmes Award.

### Poesía
- Jim Holmes, Nine Hidebound Rimes, Poems 1977 (Ámsterdam, 1978).
- Jacob Lowland, The Gay Stud's Guide to Amsterdam and Other Sonnets (Ámsterdam, 1978; segunda edición 1980).
- Jacob Lowland, Billy and the Banquet (Ámsterdam, 1982).
- James S. Holmes, Early Verse, 1947-1957 (Amsterdam/NewYork, 1985).

### Traducciones de poesía
- Martinus Nijhoff, Awater, A Long Poem, With a Comment on Poetry en Period of Crisis (Ámsterdam, 1992).
- Paul Snoek y Willem M. Roggeman (a cura de), A Quarter Century of Poetry from Belgium (Flemish Volumen) (Bruselas/El Aja, 1970).
- Peter Glasgold (y.), Living Space (Nueva York, 1979).
- Lawrence Ferlinghetti y Scott Rollins (a cura de), Nine Dutch Poets (San Francisco, 1982).
- James S. Holmes y William Jay Smith (a cura de), Dutch Interior. Postwar Poetry from the Netherlands and Flanders (Nueva York, 1984).

### Traducciones en revistas literarias
- Modern Poetry en Translation (número monografico sobre los Países Bajos 27/28, 1976)
- Delta
- Atlantic
- Carcanet
- Chelsea Review
- Poetry Quarterly

### Artículos académicos
- James S. Holmes et al. (a cura de), The Nature of Translation. Essays on the Theory and Practice of Literary Translation (La Aja/Bratislava, 1970).
- James S. Holmes et al. (a cura de), Literature and Translation. New Perspectives en Literary Studies (Leuven, 1978).
- James S. Holmes, Translated!. Papers on Literary Translation and Translation Studies (Ámsterdam, 1988).